# Thomas Antlinger

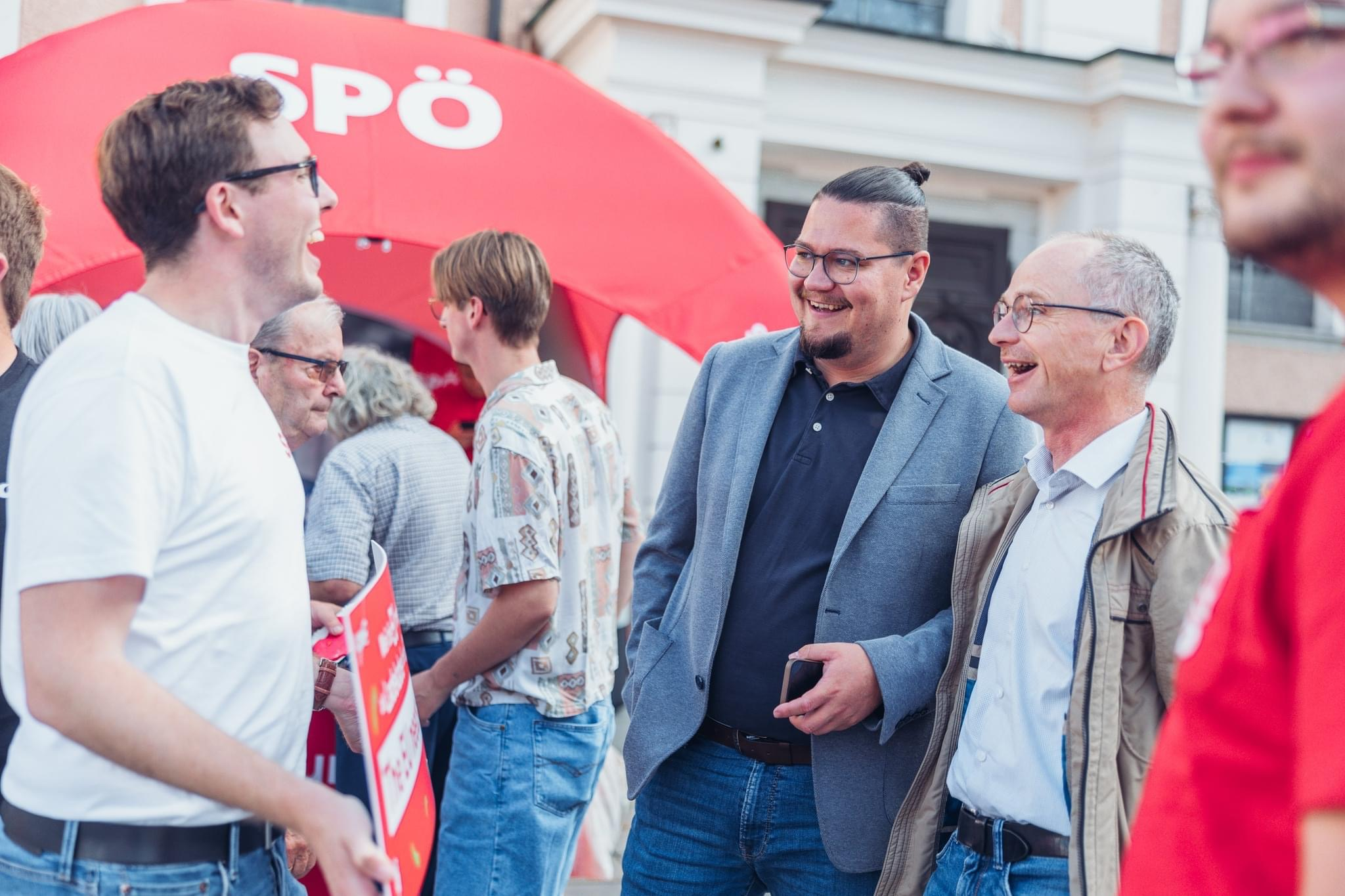
Thomas Antlinger bei einer EU Wahlkampfveranstaltung der SPÖ 2024 in seiner Heimatstadt Grieskirchen

Thomas Antlinger (* 17. März 1994 in Grieskirchen) ist ein österreichischer Politiker (SPÖ). Er ist seit dem 23. Oktober 2021 Abgeordneter zum oberösterreichischen Landtag.

## Leben

### Ausbildung und Beruf
Antlinger besuchte von 2000 bis 2004 die Regenbogenschule Grieskirchen, danach von 2004 bis 2009 das Gymnasium Dachsberg und anschließend von 2009 bis 2013 das BORG Grieskirchen. Nachdem er von Oktober 2013 bis Juni 2014 seinen Zivildienst absolviert hatte, begann er anschließend ein Lehramtsstudium für Geschichte und Philosophie/Psychologie an der Paris Lodron Universität Salzburg, welches er 2019 abschloss. 2019 begann er ein Masterstudium Politische Bildung an der Johannes Kepler Universität Linz.
Von 2017 bis zum Juni 2020 arbeitete Antlinger als freier Dienstnehmer beim BBRZ sowie beim BFI Wels, von Juni 2020 bis Oktober 2021 war er als Berufs- und Sozialpädagoge beim BBRZ Linz tätig.

### Privates
Er ist seit dem Jahr 2015 verpartnert. Seit 2022 ist er verheiratet. Im Dezember 2024 wurde sein erster Sohn geboren.

## Politik
Antlinger wurde 2017 Mitglied des Stadtparteivorstand der SPÖ Grieskirchen, seit April 2019 ist er Mitglied des Vorstands der Jungen Generation Oberösterreich. Im August 2019 wurde er SPÖ-Bezirksparteivorsitzender für Grieskirchen und Eferding, er übernahm dieses Amt von Erich Pilsner. Bei der Nationalratswahl 2019 trat er auf Listenplatz 3 der SPÖ im Wahlkreis Hausruckviertel, auf Listenplatz 7 der SPÖ in Oberösterreich sowie auf Platz 76 des SPÖ-Bundeswahlvorschlages an, verfehlte allerdings ein Nationalratsmandat.
In seiner Funktion als Bezirksparteivorsitzender wurde Antlinger im April 2021 bestätigt. Bei der Landtagswahl in Oberösterreich 2021 trat er auf Listenplatz 1 der SPÖ Grieskirchen/Eferding an und errang ein Landtagsmandat. Seit dem 23. Oktober 2021 ist er Abgeordneter zum oberösterreichischen Landtag, außerdem ist er seit dem 19. Oktober 2021 Stadtrat in seiner Heimatstadt Grieskirchen. Im Landtag ist er Bereichssprecher seines Klubs für Klimaschutz, Umwelt- und Naturschutz, Energie und Anti-Atom, außerdem ist Antlinger Mitglied im Ausschuss für Standortentwicklung, im Umweltausschuss und im Ausschuss für Bauen und Naturschutz.